# PARTYしようよ
PARTYしようよ（パーティーしようよ）は、1996年7月3日から1999年3月24日まで、日本テレビで水曜21時54分から放送されていたミニ番組。サントリーによる一社提供番組である。

## 番組概要
様々な有名芸能人、モデル、ミュージシャンが出演し、それぞれのアフター5・週末・休日を楽しむ、という番組企画の中で、同時にサントリーの製品もPRするという内容で放送された3分間番組。番組冒頭のオープニングに、当時渋谷系ミュージシャンとして、一部で人気のあったDJ、ディミトリ・フロム・パリの"Sacre Francais"を起用していた。番組内ナレーションは日本テレビのアナウンサー、寺島淳司が担当。
サントリーは1995年から同枠で、当時人気を呼びつつあったバリ島やタイなど東南アジア方面へのツアースポットの紹介と共に、同社製品のPRを兼ねた「M.I.X」や、国内各都市のナイトスポットをバックに、大人の遊び場としてのイメージストーリーを見せた「夜光虫」などを放送していたものの、いずれも短命に終わり、その後「PARTY～」を放送開始。有名人の楽しい週末の過ごし方を垣間見せた内容が人気を呼び、2年半に渡って放送された。

## 備考・その他
- 1997年12月22日にはクリスマスシーズンに合わせて「PARTYしようよ・クリスマスSP」として、清水圭、升毅、加藤晴彦、藤森夕子、三浦早苗らが出演した30分の特別版が放送されている（なおこの特別番組のみ、サントリーの一社提供ではなく、サブでUCカードがスポンサーについていた）。

- この「PARTYしようよ」終了後、同枠は1999年4月から大和ハウス工業による一社提供番組「夢のかたち」「心に残る家」、そして現在まで放送中の「心に刻む風景」と、大和ハウス工業の一社提供番組が放送され続けている。

## 出演者
- 林マヤ
- 田崎真也
- 生瀬勝久
- ルー大柴
- 渡辺えり子
- 西牟田恵
- セイン・カミュ
- パンツェッタ・ジローラモ
- はな
- 太陽の塔
- ジャリズム
- 極楽とんぼ
- 今村雅美
- 木内美歩
- 藤田瞳子
- 金澤あかね
- 羽野晶紀
- 秋本祐希

など

## テーマ曲
- ディミトリ・フロム・パリ Sacre Francais

| 日本テレビ 水曜21:54 - 22:00枠  | 日本テレビ 水曜21:54 - 22:00枠         | 日本テレビ 水曜21:54 - 22:00枠       |
| 前番組                          | 番組名                                 | 次番組                               |
| ------------------------------- | -------------------------------------- | ------------------------------------ |
| 夜光虫 （1995.7.5 - 1996.6.26） | PARTYしようよ （1996.7.3 - 1999.3.24） | 夢のかたち （1999.4.14 - 2001.6.13） |